# Castro de A Cidá
El castro de A Cidá está situado entre las parroquias de San Xián de Artes y San Paio de Carreira, en el municipio de Ribeira (provincia de La Coruña, Galicia, España).

## Descripción
Los restos del castro del monte de A Cidá se encuentran justo en la cumbre de este monte, cerca del vértice geodésico y estructurados alrededor de un pequeño cierre natural de forma oval, de unos 98 x 65 m.
Está muy bien protegido de ataques externos. Por un lado, en sus caras norte y oeste hay unos terraplenes que hacen muy difícil la ascensión a esta acrópolis. Por la parte este y sur está protegido por rocas naturales a modo de muralla defensiva. 

## Historia
Entre los años cincuenta y ochenta del siglo XX, la tala masiva de árboles y la extracción ilegal e incontrolada de piedra para construcción, permitidas por las autoridades correspondientes, hizo que se derrumbaran de manera irresponsable muchos de los restos de este yacimiento.
Entre los meses de abril y mayo de 2014, se han realizado unas excavaciones en la zona más elevada de este monte, dando como resultado el descubrimiento de unas quince viviendas de la época castreña, además de otra construcción más moderna situada por encima de estas y que se corresponde con una cabaña de seguimiento de barcos del siglo XVII.
En 2015 se continuó la excavación y se realizaron trabajos de consolidación y conservación de las estructuras arqueológicas.
En las laderas del monte que ocupa el castro también se encuentran varios restos de mámoas (antiguos enterramientos) prácticamente deshechas por las excavaciones incontroladas de siglos pasados y por las talas indiscriminadas de árboles después de los incendios de agosto del año 2006.

## Imágenes del castro del Monte de A Cidá

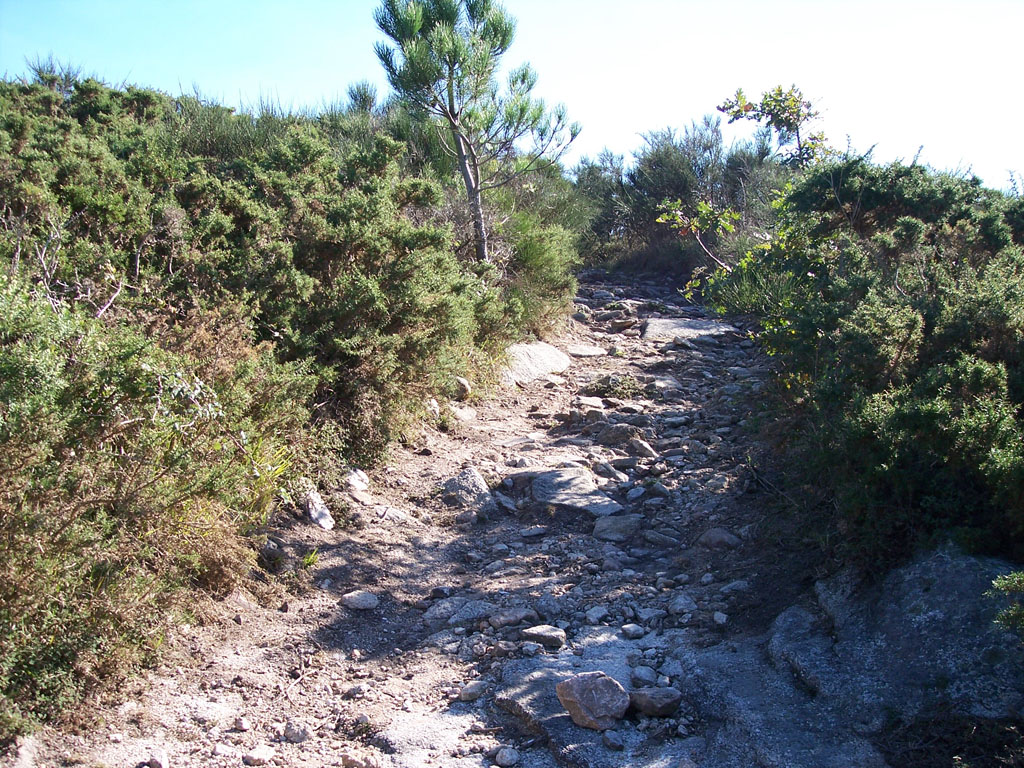
Subida al castro (2005).
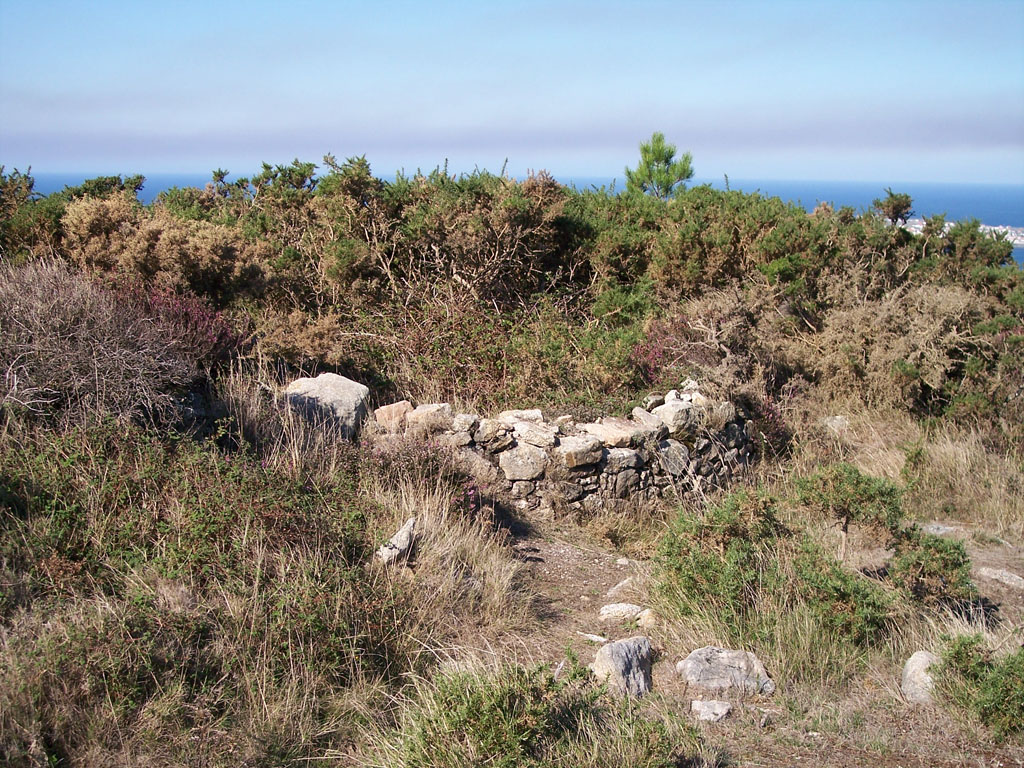
Restos de una vivienda (2005).
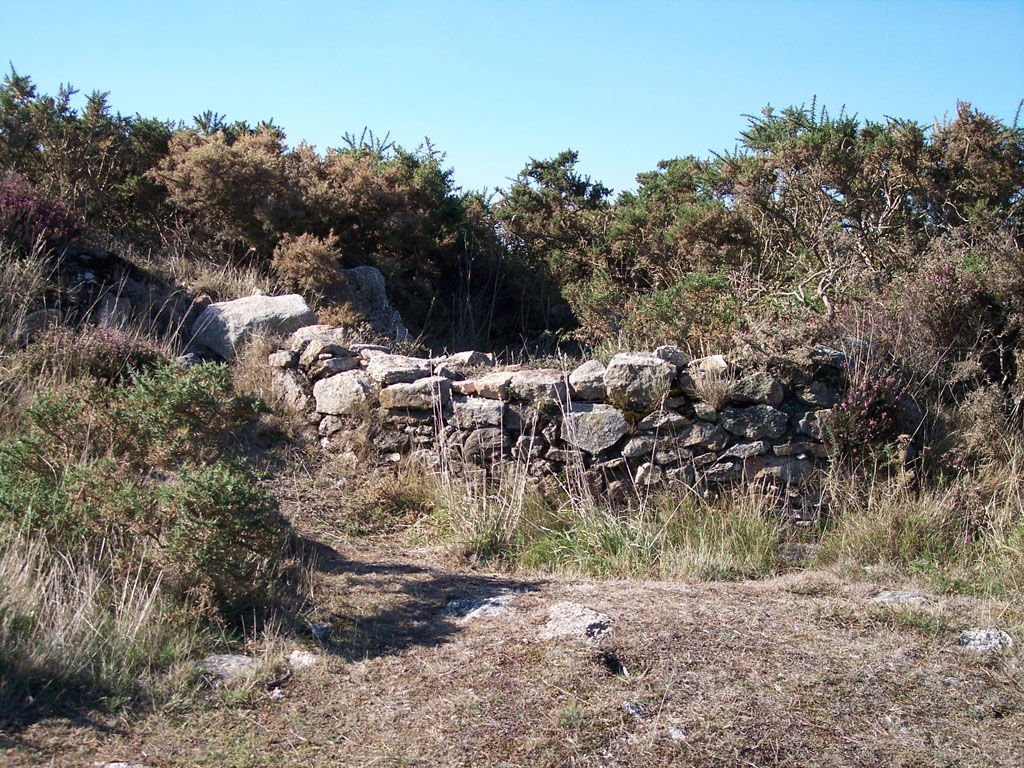
Restos de una vivienda (2005)
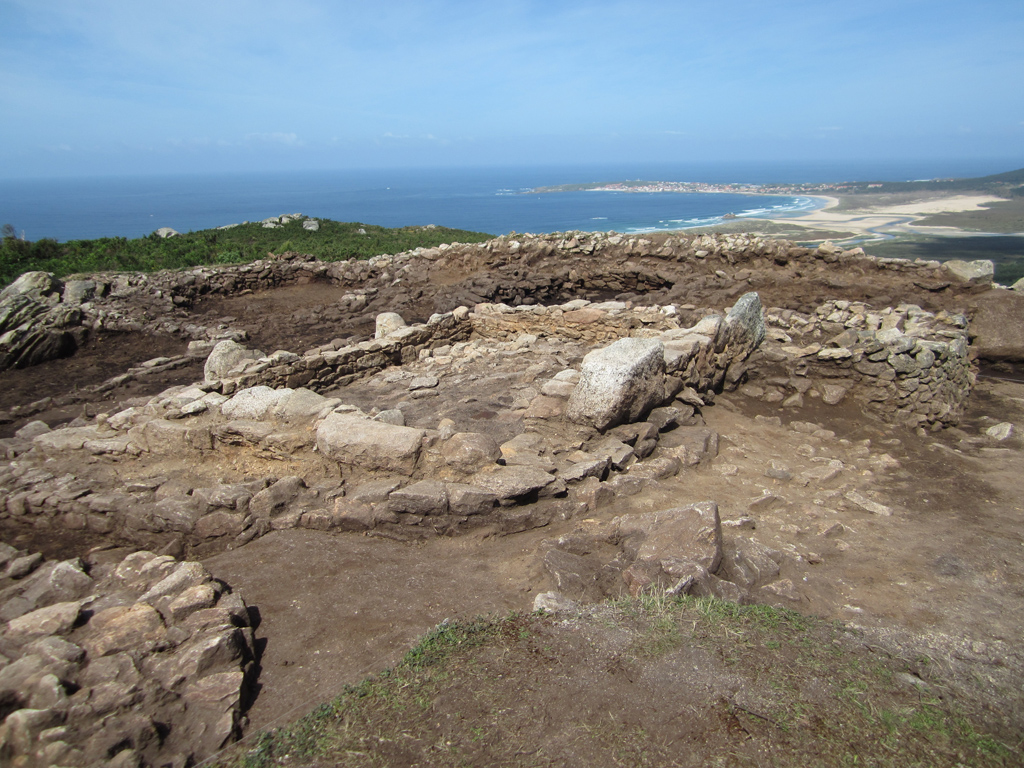
Viviendas del castro (2014).
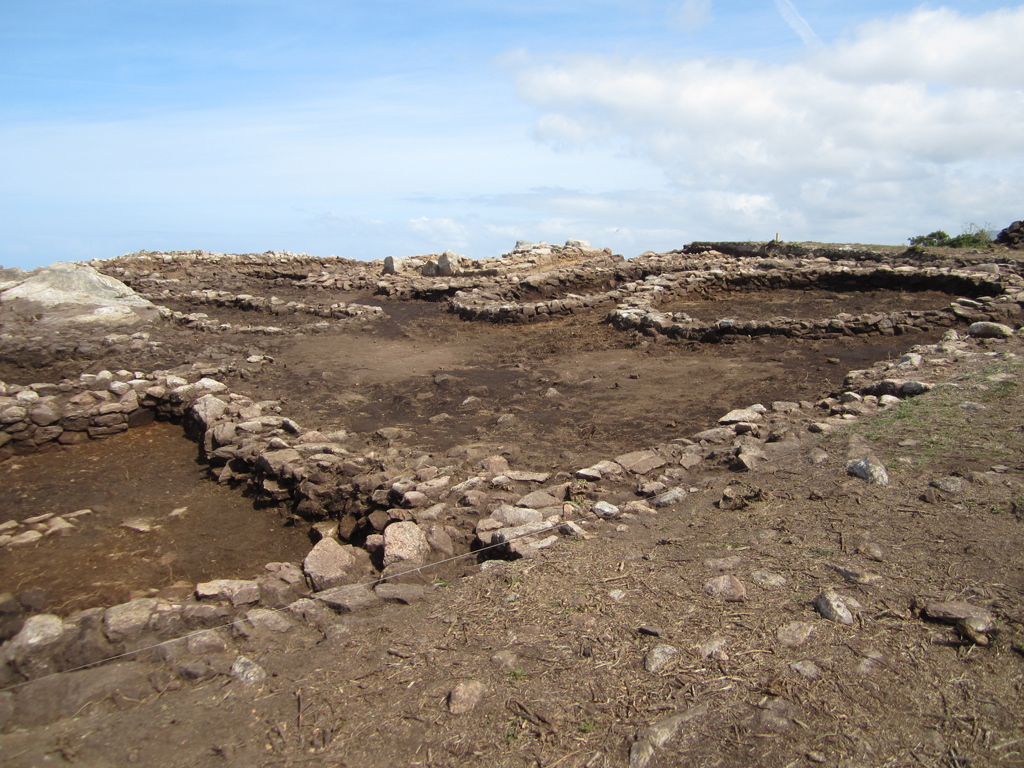
Viviendas del castro (2014).